# Vertragslohn
Der Versuch, Beschäftigte zu höherer Leistung durch die Zahlung einer Prämie zu motivieren, ist immer riskant. Erkennt der Beschäftigte, mitunter bereits sehr früh, dass die geforderten Leistungsziele nicht erreichbar sind und damit die Prämie auch nicht, kann der gewünschte Effekt auch in sein Gegenteil umschlagen: Der Beschäftigte wird demotiviert. Schwieriger noch: Der Beschäftigte wird in der Regel die Gründe seiner nachlassenden Anstrengungen den Vorgesetzten kaum zurückmelden, damit ist auch der KVP gefährdet. Selbst bei erreichbaren Prämienzielen besteht das Risiko, dass der Beschäftigte die ausgelobte Prämie als Ausdruck des Misstrauens des Arbeitgebers in seine Leistungsbereitschaft versteht und ein bisheriges Verhältnis vertrauensvoller Zusammenarbeit dadurch gefährdet wird.
Eine mögliche Lösung dieses Dilemmas ist der Vertragslohn, meist als Programmlohn ausgeführt. Bei dieser Variante eines Leistungsentgeltes schließen Arbeitgeber und Beschäftigter über die zu erbringende besondere Leistung einen eigenen Vertrag. Das Besondere gegenüber einer ausgelobten Prämie ist jetzt, dass die zusätzlichen Zahlungen sofort erfolgen, auch wenn die versprochene zusätzliche Leistung noch nicht erbracht ist. In dieser Variante werden folgende Vorteile gesehen:
- der Charakter des Misstrauens wie bei der Prämie ist aufgehoben,
- die vereinbarten besonderen Leistungsziele sind gemeinhin realistischer zu erreichen als bei üblichen Prämien,
- der Beschäftigte wird auch im Rahmen eines KVP mitwirken, um die Ziele zu erreichen.

Beispiel: Ein rohstoffverarbeitender Betrieb will die Rohstoffausbeute erhöhen und verspricht jedem Beschäftigten eine Sonderzahlung von 5.000 € als Ersparnisprämie, wenn es ihnen gelingt, die Ausbeute von bisher 75 % auf 90 % binnen dreier Monate zu erhöhen. Die Mitarbeiter halten dieses Ziel zunächst für erreichbar, müssen dann jedoch erleben, dass die Beschaffung, die vom Betrieb unabhängig arbeitet und die Vereinbarung gar nicht kennt, bei einem anderen Lieferanten einkauft, dessen Rohstoffe zwar billiger aber auch schlechter sind. Die angestrebte Ausbeute ist mit diesen neuen Rohstoffen nicht mehr zu erreichen. Die Reaktion der Beschäftigten ist leicht vorstellbar und deren weitere Motivation in der Zukunft auch. Sie teilen der Betriebsleitung nicht einmal mit, dass sich die Rohstoffqualität verschlechtert hat, da sie unterstellen, dass diese das selbstverständlich gewusst hat.
Anders bei der Ausgestaltung als Programmlohn: Hier zahlt der Betrieb bereits ab dem ersten Monat einen Teil für die zu erwartende Leistung aus. Weil das so ist, gehen die Beschäftigten eher davon aus, dass die Betriebsleitung von der schlechteren Qualität des eingekauften Rohstoffes selbst auch nichts weiß und gehen entsprechend offensiv mit der Situation um.